# Верхний Хотемль
Верхний Хотемль — деревня в Фатежском районе Курской области России. Административный центр Верхнехотемльского сельсовета.

## География
Деревня находится в северной части Курской области, в пределах Дмитриевско-Курской гряды, в лесостепной зоне, на берегах ручья Верхний Хотемль (левый приток реки Усожа), на расстоянии примерно 8 км (по прямой) к югу от города Фатеж, административного центра района. Абсолютная высота — 207 м над уровнем моря.

### Климат
Климат характеризуется как умеренно континентальный, с тёплым летом и умеренно холодной зимой. Среднегодовая температура — 4,9 °C. Средняя температура воздуха самого тёплого месяца (июля) — 16 — 20 °C (абсолютный максимум — 40 °C); самого холодного (января) — −12 — −5 °C (абсолютный минимум — −37 °C). Продолжительность безморозного периода составляет в среднем 151 день. Вегетационный период длится около 182 дней. Среднегодовое количество атмосферных осадков составляет 582 мм, из которых 460 мм выпадает в период с апреля по октябрь. Снежный покров держится в течение 139 дней.
| Показатель                                                                     | Янв. | Фев. | Март | Апр. | Май  | Июнь | Июль | Авг. | Сен. | Окт. | Нояб. | Дек. | Год  |
| ------------------------------------------------------------------------------ | ---- | ---- | ---- | ---- | ---- | ---- | ---- | ---- | ---- | ---- | ----- | ---- | ---- |
| Средний суточный максимум, °C                                                  | −4,4 | −3,5 | 2,2  | 12,6 | 18,9 | 22,2 | 24,9 | 24,1 | 17,7 | 10,1 | 3     | −1,5 | 10,5 |
| Средняя температура, °C                                                        | −6,4 | −5,9 | −1,2 | 7,8  | 14,4 | 18   | 20,6 | 19,6 | 13,6 | 6,9  | 0,9   | −3,4 | 7,1  |
| Средний суточный минимум, °C                                                   | −8,9 | −8,9 | −5,1 | 2,4  | 8,8  | 12,7 | 15,6 | 14,6 | 9,5  | 3,7  | −1,4  | −5,5 | 3,1  |
| Норма осадков, мм                                                              | 52   | 45   | 47   | 51   | 62   | 73   | 77   | 57   | 60   | 60   | 48    | 50   | 682  |
| Источник: Погода по месяцам c ru.climate-data.org(дата обращения: Ноябрь 2021) |      |      |      |      |      |      |      |      |      |      |       |      |      |

### Часовой пояс
Деревня Верхний Хотемль, как и вся Курская область, находится в часовой зоне МСК (московское время). Смещение применяемого времени относительно UTC составляет +3:00.

## Население
| 1979 | 2002 | 2010 |
| ---- | ---- | ---- |
| 225  | ↘101 | ↘67  |

### Половой состав
По данным Всероссийской переписи населения 2010 года, в половой структуре населения мужчины составляли 46,3 %, женщины — соответственно 53,7 %.

### Национальный состав
Согласно результатам переписи 2002 года, в национальной структуре населения русские составляли 99 %.

## Инфраструктура
Личное подсобное хозяйство. В деревне 58 домов.

## Транспорт
Верхний Хотемль находится в 2 км от автодороги федерального значения М2 «Крым» (Москва — Тула — Орёл — Курск — Белгород — граница с Украиной) как часть европейского маршрута E105, в 9,5 км от автодороги регионального значения 38К-038 (Фатеж — Дмитриев), в 28,5 км от автодороги 38К-018 (Курск — Поныри), в 4 км от автодороги 38К-039 (Фатеж — 38К-018), на автодорогe межмуниципального значения 38Н-181 (М-2 «Крым» – Верхний Хотемль), в 33 км от ближайшего ж/д остановочного пункта Букреевка (линия Орёл — Курск).
В 159 км от аэропорта имени В. Г. Шухова (недалеко от Белгорода).